# Тінто Брасс
Джованні Брасс (італ. Giovanni Brass; 26 березня 1933, Мілан), більш відомий як Тінто Брасс (італ. Tinto Brass) — італійський кінорежисер та сценарист. Більшість його фільмів зняті в жанрі еротичного кіно.

## Біографія
Народився в Мілані 26 березня 1933, закінчив правовий коледж, а потім переїхав до Парижа, де працював в архіві Французької сінематеки (Cinematheque Française), однієї з найпрестижніших і найбільших колекцій у світі. Повернувшись до Італії, він працював асистентом режисера.
Він привернув увагу публіки уже своїм дебютним фільмом «Хто працює, той пропащий» 1963 року. У 1964 році він зняв ще два епізоди, «Пташка» та «Автомобіль», з фільму «Моя пані». У тому ж році зняв фільм «Літаюча тарілка». Показ фільму «Крик» цензура не допускала до 1974 року. У 1976 році Брасс зняв фільм «Салон Кітті».
Багато фільмів, де режисер пояснює і вивчає тонкощі еротики, досі підписані ім'ям Тінто Брасс. Завжди особисто спостерігав за виробництвом та монтажем усіх своїх фільмів, що показує авторський вираз його художніх фільмів.

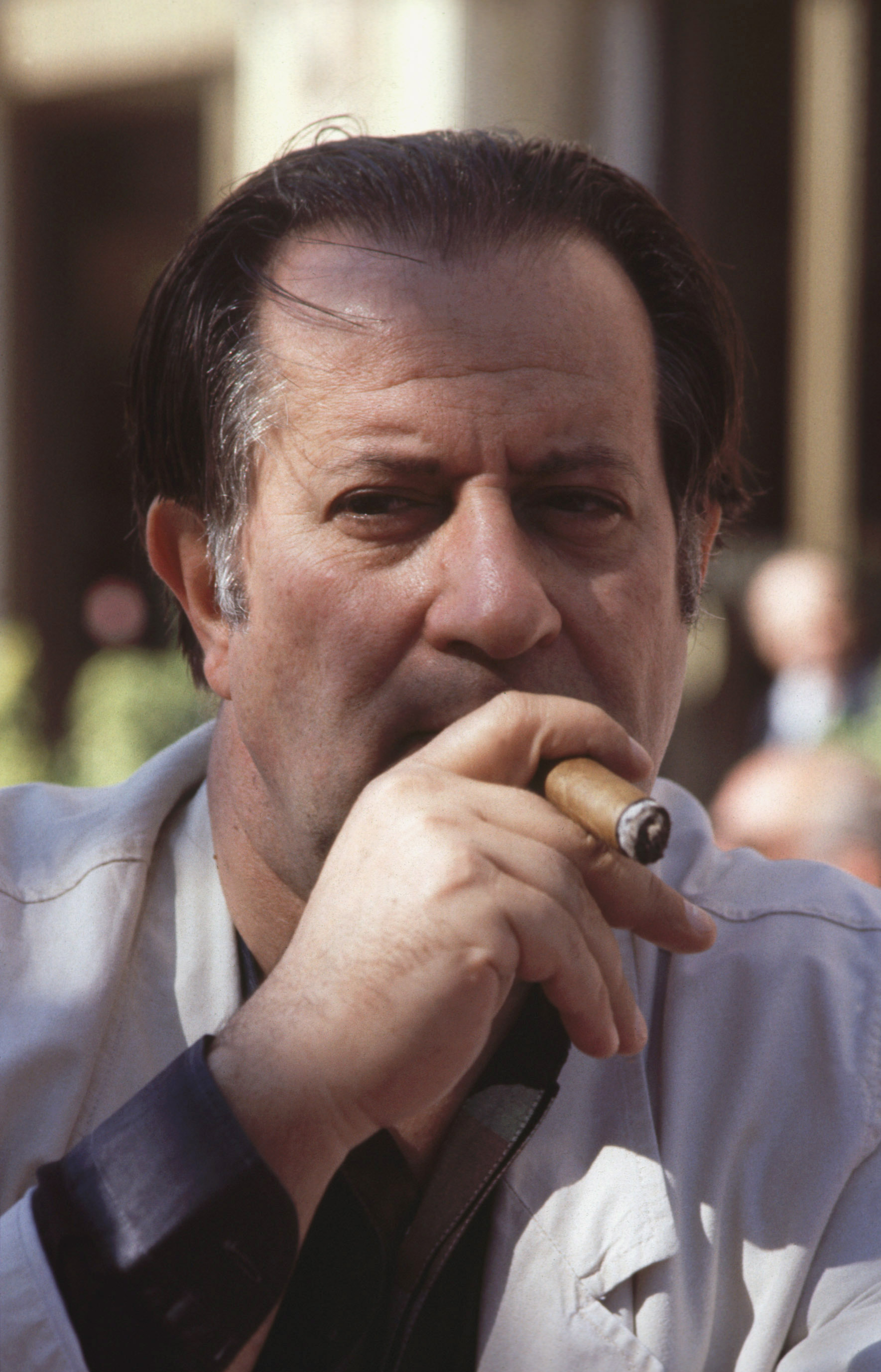

У ранній період своєї творчості Брасс пробував себе в різних жанрах: від комедій («Хто працює, той пропащий», 1963; «Літаюча тарілка», 1964) і кіноновел до фільмів з претензією на інтелектуальність («Захекавшись», 1967; «Крик», 1969). Брасс поставив вестерн «Янкі» (1966), захоплювався психологічними одкровеннями («Вибулий», 1970; «Відпустка», 1971), створив кінопародію «Мотор!» (1979), але остаточно утвердився в кінематографі еротичних фантазій.
Стрічки Брасса «Салон Кітті» (1976) і «Калігула» (1979) будувалися на основі політичних та історичних реалій.
Фільм «Калігула», який спробував вирватися за рамки моральності, за участю зірок світового кіно Пітера О'Тула і Малкольма Макдавелла, був заздалегідь приречений на успіх розкриттям збочення людини владою нетривіальними засобами натуралізму, жорсткості і порнографії. Фільм повною мірою розкриває всю жорсткість і розбещеність вищого давньоримського суспільства.
Починаючи з фільму «Ключ» (1983), Брасс повністю присвячує себе темі вуаєризму в кіно. Його історії плотської любові глядач бачить «зі сторони», немов підглядаючи за утіхами і переживаннями коханців: «Міранда» (1985), «Каприччіо» (1987), «Паприка» (1990) та багато інших. Так, негласним маніфестом Брасса 80-90-х стає фільм «Підглядач» (1994).
Фільми Брасса перенасичені то естетикою 1940-х років, то очманілим димом молодіжного бару 1980-х.
У квітні 2010 року Брасс переніс інсульт. 15 червня 2010 року було виписано з клініки.
Після інсульту фільмів не знімав. Остання картина вийшла у 2009 році.

## Особисте життя
З 1957 року був одружений з Карлі Чипріані (3 березня 1930 - 9 серпня 2006), яка працювала співавторкою сценаріїв його фільмів та на адміністративних посадах аж до смерті в серпні 2006 року. У шлюбі було двоє дітей: Беатріче та Боніфачо.
3 серпня 2017 року, у віці 84 років, Тінто Брасс одружився з Катериною Варці. Громадянська церемонія одруження відбулася на римській віллі режисера.
Онук художника Італіно Брасса.

## Фільмографія
- 1963 — «Хто працює, той впропащий» /  Chi lavora è perduto In capo al mondo
- 1964 — «Ка Іра, повстання потік» / Ça ira Il fiume della rivolta
- 1964 — «Моя пані» / La mia Signora
- 1964 — «Літаюча тарілка» / Il disco volante
- 1966 — «Янкі» /  Yankee
- 1967 — «Захекавшись» / Col Cuore In Gola
- 1968 — «Крик» / L'urlo
- 1967 — «Прихильність» / Nerosubianco
- 1970 — «Вибулий» / Drop Out
- 1971 — «Відпустка» / La vacanza
- 1976 — «Салон Кітті» / Salon Kitty
- 1979 — «Калігула» / Caligola
- 1980 — «Мотор» / Action
- 1983 — «Ключ» /  La Chiave
- 1985 — «Міранда» / Miranda
- 1987 — «Любов і пристрасть» / Capriccio
- 1988 — «Бар-перекусна «Будапешт»» / Snack Bar Budapest
- 1991 — «Паприка» / Paprika
- 1992 — «Всі леді роблять це» / Cosi 'fan tutte' '
- 1994 — «Підглядач» / L'Uomo che guarda
- 1995 — «Пошта Тінто Брасса» /  Fermo posta Tinto Brass
- 1997 — «Розпусні стосунки» / Rapporti Impropri
- 1998 — «Пустунка» /  Monella
- 1999 — «Джулія» / Giulia
- 1999 — «Солодкий сон. Інтимні записки» /  Sogno. Corti Circuiti Erotici
- 2000 — «Порушуючи заборони» /  Trasgredire
- 2002 — «Почуття-45» / Senso 45
- 2002 — «Вікенд у Лекко» / Fine Settimana a Lecco
- 2003 — «О, жінки!» / Fallo!
- 2005 — «Любов моя» / Monamour
- 2008 — «Підглядаючий на кухні» / Kick The Cock